# Justus Wilhelm Lyra

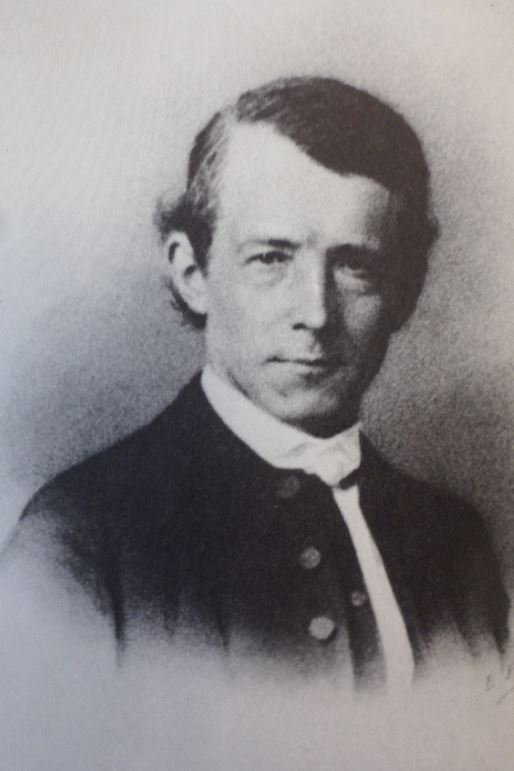
Justus Wilhelm Lyra, Aufnahme von Emilie Bieber, 1860

Justus Wilhelm Lyra (* 23. März 1822 in Osnabrück; † 30. Dezember 1882 in Gehrden) war ein deutscher Komponist und späterer lutherischer Pastor. Unter anderem wurde er durch seine 1842 entstandene Melodie zu Emanuel Geibels Gedicht Der Mai ist gekommen bekannt.

## Leben und Werk
Lyra war der Sohn des Kanzleiregistrators und Sprachforschers Friedrich Wilhelm Lyra (1794–1848). Er machte am 17. September 1841 das Abitur am Ratsgymnasium Osnabrück. Schon früh komponierend, ging er 1841 zum Studium der Philologie und Musik an die Universität Berlin. Im Jahr 1842 entwickelte er gemeinsam mit Rudolf Löwenstein und Hermann Schauenburg den Plan zum Liederbuch Deutsche Lieder nebst ihren Melodien, das 1843 in Leipzig erschien. Neben Der Mai ist gekommen finden sich darin weitere Melodien, die als Studentenlieder weite Verbreitung fanden, wie Zwischen Frankreich und dem Böhmerwald, Mein Mus’ ist gegangen in des Schenken sein Haus, Die bange Nacht ist nun herum, Durch Feld und Buchenhallen, Es schienen so golden die Sterne (nach Joseph von Eichendorff), ’s war einer, dem’s zu Herzen ging und Es war einmal ein König.  Später wurde Deutsche Lieder nebst ihren Melodien die Vorlage des Allgemeinen Deutschen Kommersbuches.
1843 ging er an die Universität Bonn. Hier war er Mitglied der frühen burschenschaftlichen Gemeinschaft Knorschia Bonn (später Fridericia, 1847 aufgelöst) und gründete in ihr den Akademischen Sängerkranz Bonn.

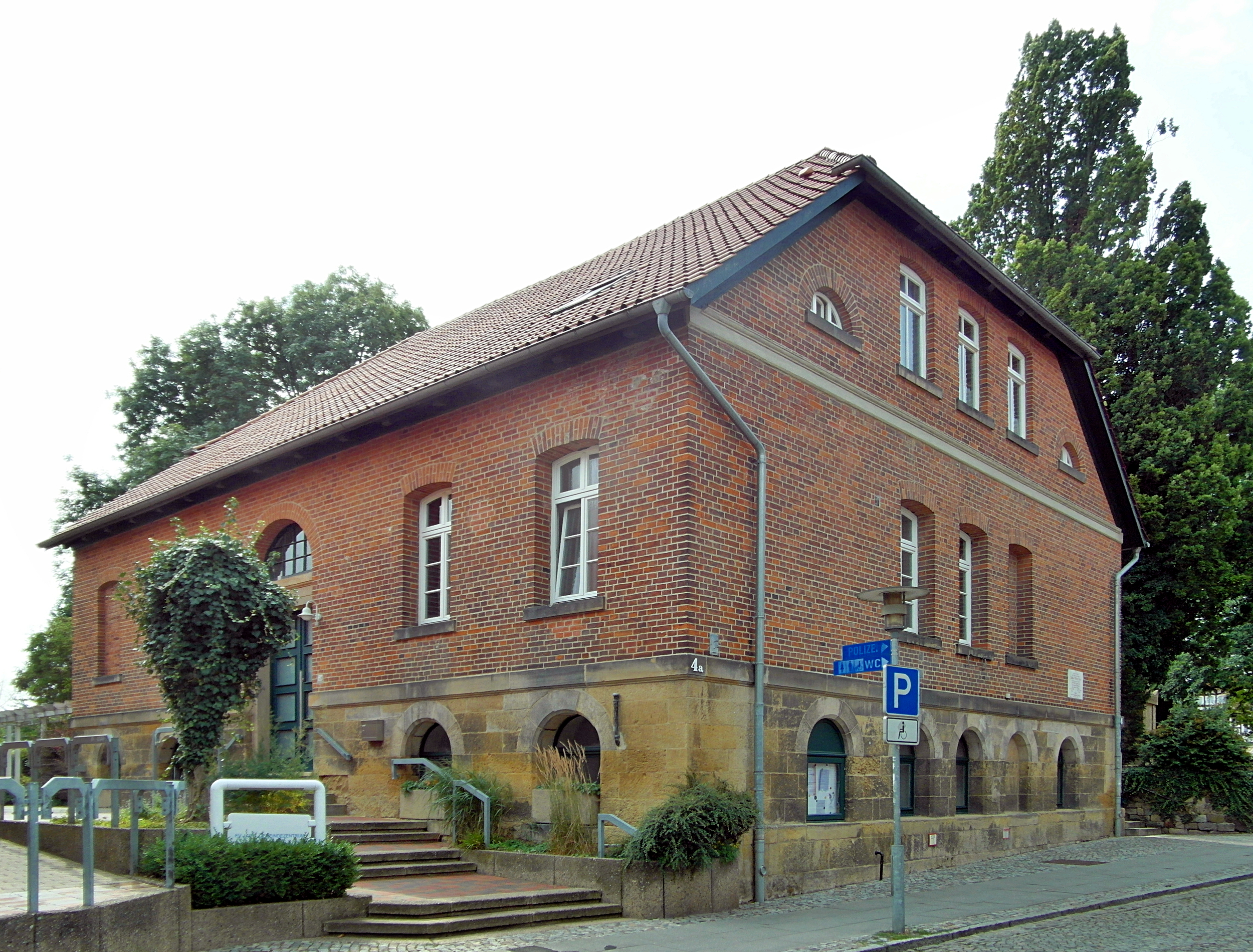
Lyras letzter Wohnsitz im Pfarrhaus in Gehrden

In Bonn wechselte Lyra, auch geprägt durch Predigten des Vermittlungstheologen Karl Immanuel Nitzsch, zur evangelischen Theologie und setzte dies Studium in Berlin und Göttingen fort. Bedingt durch familiäre und gesundheitliche Probleme kam er jedoch erst spät ins geistliche Amt. So beschäftigte er sich auch mit dem Studium des Sanskrit und indischer Religionsphilosophien und verfasste für eine Preisaufgabe über das Vedantasystem als Religion und Philosophie ein dreibändiges Werk mit dem Titel Devatta.
Nach kurzer Amtstätigkeit in Lingen und als Lazarettgeistlicher in Langensalza wurde Lyra 1867 Pastor in Wittingen, 1869 in Bevensen und 1877 in Gehrden, wo er 1882 als Pastor primarius starb.
Als weiteres Hauptwerk Lyras gilt seine Weihnachtskantate nach Texten von Matthias Claudius.
Eine Schwester von Justus Wilhelm Lyra war Marie Auguste Adelgunde, die mit dem Maler Gustav Adolf Koettgen verheiratet war.

## Gedenken

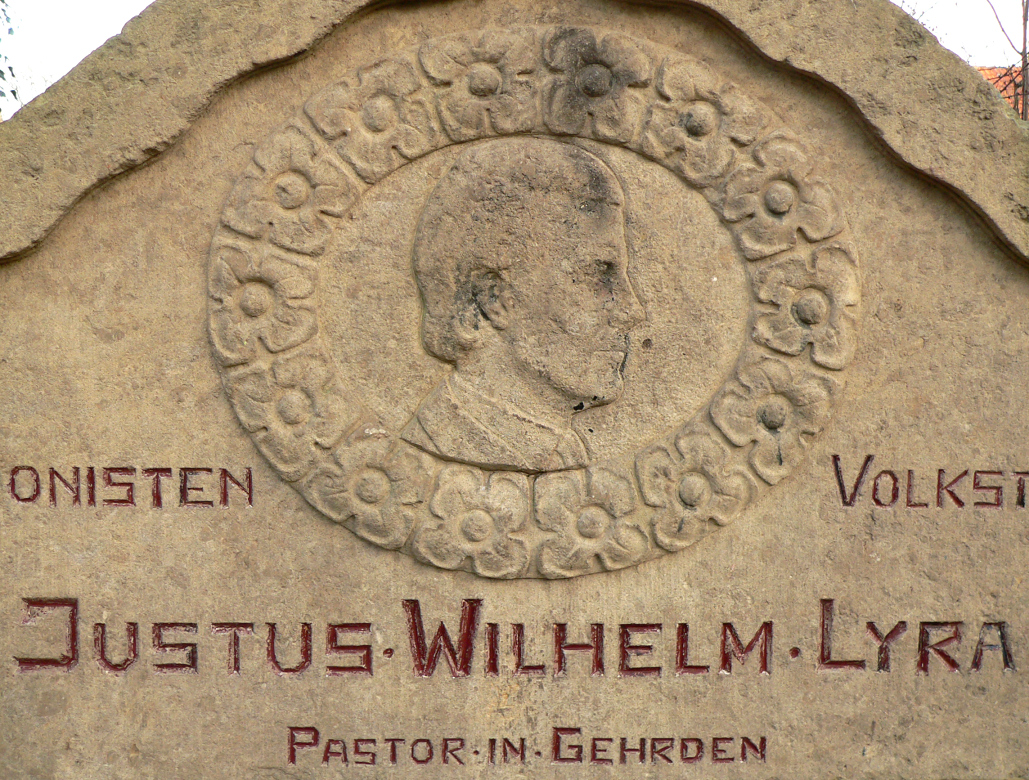
Porträtdarstellung auf der Lyra-Bank in Gehrden

Zur Erinnerung an Lyra wurde in seinem letzten Amts- und Sterbeort in Gehrden die Lyra-Bank aufgestellt. Sie stand zunächst am Waldrand des Köthnerberges beim Ausflugslokal Waldschlösschen und bot eine Aussicht auf den Ortskern. Seit den 1990er Jahren steht sie auf dem Kirchhof der Margarethenkirche. 
Am 30. April 1905 wurde Lyra in Osnabrück ein von Rudolf Wulfertange gestaltetes und durch den Verschönerungsverein Osnabrück von 1835 e. V. gestiftetes Denkmal gesetzt. In Bad Bevensen ist eine Straße nach ihm als Lyraweg benannt.
In Lyras Geburtsstadt Osnabrück, in Gehrden als Sterbeort und in Lübeck, dem Geburtsort des Textdichters Emanuel Geibel, wird das Der Mai ist gekommen am Vorabend des 1. Mai bis heute öffentlich gesungen, ebenso beim Maieinsingen in einigen Universitätsstädten.

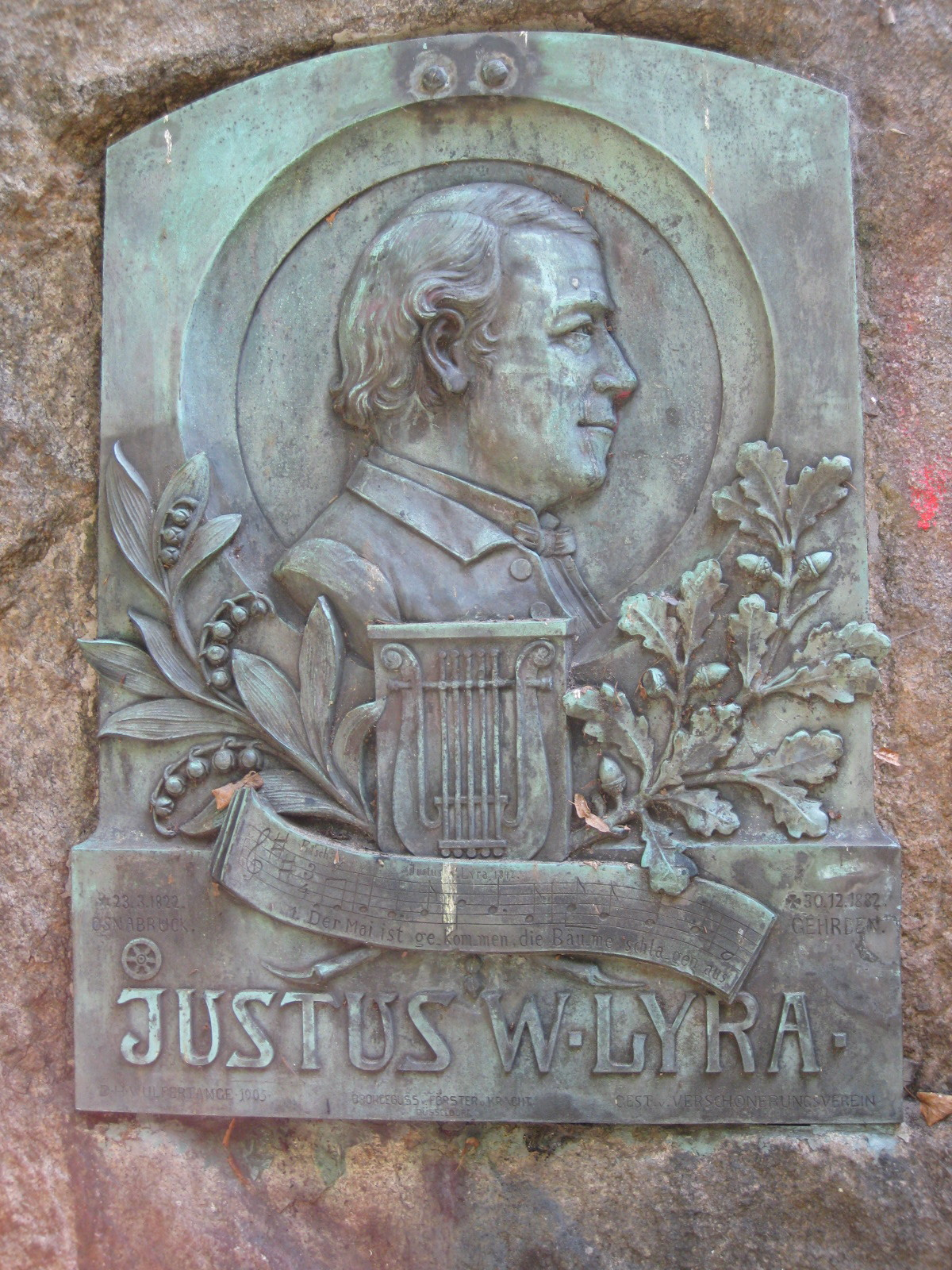
Justus Wilhelm Lyra, dargestellt auf dem Denkmal von 1905 in Osnabrück
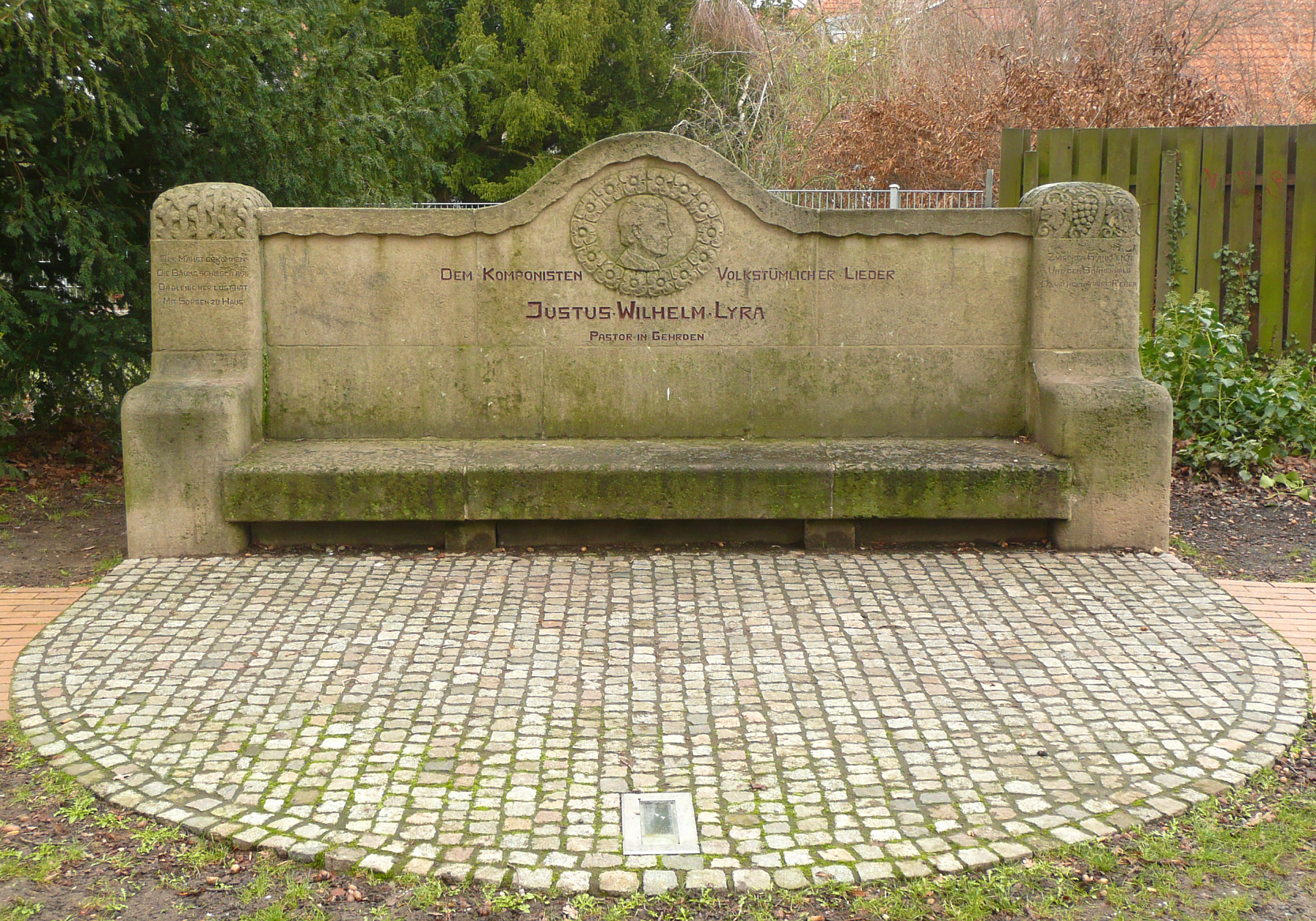
Lyra-Bank in Gehrden
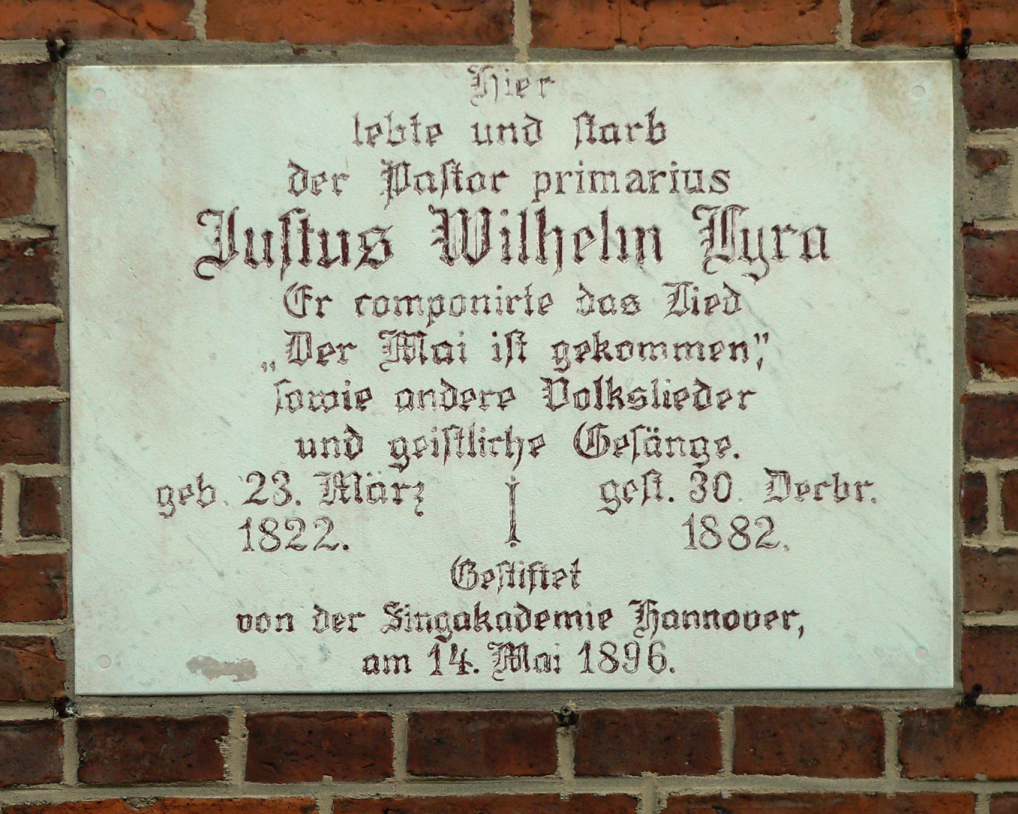
Gedenktafel am Pfarrhaus in Gehrden
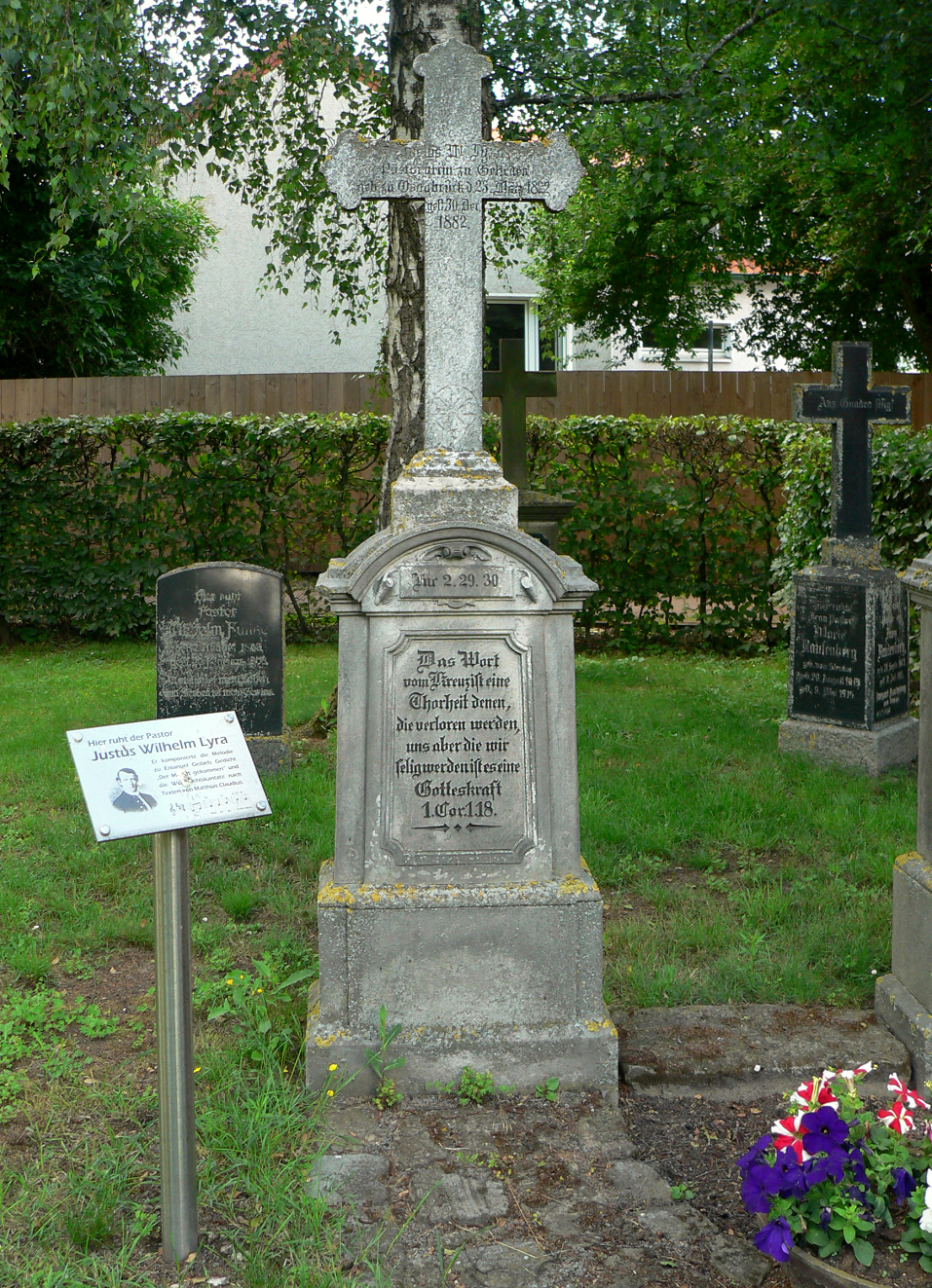
Grabstätte auf dem Friedhof in Gehrden

## Werke
- Deutsche Lieder nebst ihren Melodien. 1843 (Digitalisat der Herzogin Anna Amalia Bibliothek)
- Geschichte eines jungen Brahmanen Devadatta, welcher den Wurzelseim des Fruchtbaumes ewig unübersteiglicher Erhöhung suchte. Um 1850 (Manuskript im Archiv der Franckeschen Stiftungen).
- Die liturgischen Altarweisen des lutherischen Hauptgottesdienstes. 1873
- Andreas Ornitoparchus und seine Lehre von den Kirchenaccenten … 1877
- Von der Kirche und ihrer Selbsterhaltung in der gegenwärtigen Zeit. 1875
- Vom Vertrauen des Bräutigams und der Braut. 1875
- Die Lehre von den letzten Dingen. 1880
- Zur älteren Geschichte des Kirchspiels Gehrden.

### Posthume Sammlungen
- Deutsche Weisen von Justus W. Lyra. 5 Hefte, Leipzig: Breitkopf & Härtel
- Zwölf kleine Motetten. Hrsg. vom Kirchenverband der Provinz Hannover.